# Hall Pass
Hall Pass är en amerikansk långfilm från 2011 i regi av Bobby Farrelly och Peter Farrelly, med Owen Wilson, Jason Sudeikis, Jenna Fischer och Christina Applegate i rollerna.

## Handling
Rick (Owen Wilson) och Fred (Jason Sudeikis) lyckas övertyga sina fruar Maggie (Jenna Fischer) och Grace (Christina Applegate) att ge dem varsitt "frikort". I en vecka får de leva som ungkarlar utan några regler eller konsekvenser. Men att träffa nya tjejer är inte så lätt och tanken på att deras fruar har sina egna frikort gör dem nervösa.

## Rollista
| Owen Wilson         | – Rick     |
| Jason Sudeikis      | – Fred     |
| Jenna Fischer       | – Maggie   |
| Christina Applegate | – Grace    |
| Nicky Whelan        | – Leigh    |
| Richard Jenkins     | – Coakley  |
| Stephen Merchant    | – Gary     |
| Larry Joe Campbell  | – Hog-Head |
| Tyler Hoechlin      | – Gerry    |
| Derek Waters        | – Brent    |
| Alexandra Daddario  | – Paige    |
| Lauren Bowles       | – Britney  |
| Alyssa Milano       | – Mandy    |
| J.B. Smoove         | – Flats    |

## Mottagande
Filmen blev ingen större publikframgång, med en budget på ca 36 miljoner dollar spelade filmen in strax över 83 miljoner dollar.
Kritikerna var generellt negativa till filmen, på Rotten Tomatoes som samlar in recensioner är bara 34% positiva.